# 比氏新鰻
比氏新鰻，為輻鰭魚綱鰻鱺目糯鰻亞目蛇鰻科的其中一種，分布於印度洋區，包括巴基斯坦、印度、越南、印尼等海域，體長可達30公分，棲息在底層水域，屬肉食性，可做為食用魚及誘餌。

## 擴展閱讀
維基物種上的相關：比氏新鰻